# Gachibowli Indoor Stadium
Koordinaten: 17° 26′ 53,4″ N, 78° 20′ 42,6″ O

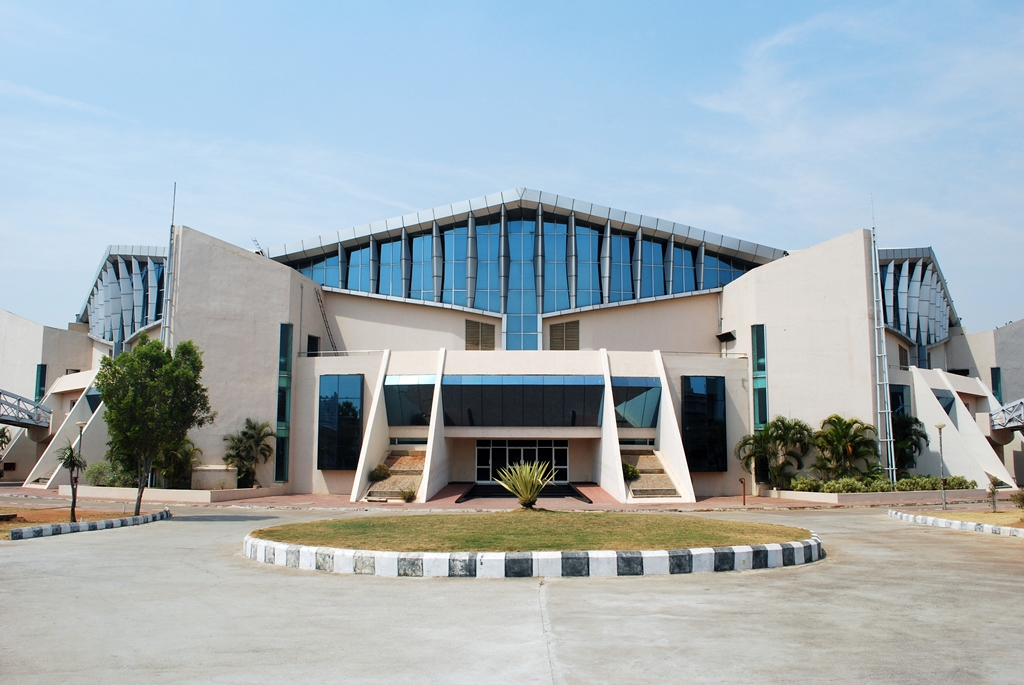
Gachibowli Indoor Stadium

Das Gachibowli Indoor Stadium ist eine Sporthalle in Hyderabad.

## Geschichte
Die Arena wurde 2002 von der Sports Authority of Andhra Pradesh errichtet, welche die Halle auch heute noch betreibt. In der Haupthalle sind 4000 Sitzplätze vorhanden. Die Arena bietet Möglichkeiten für alle gängigen Sportarten, angefangen von Basketball über Handball bis hin zu Tennis, Squash und Badminton. Als Großveranstaltung wurde in der Halle unter anderem die Badminton-Weltmeisterschaft 2009 ausgetragen.